# Pierre Simonel
Pierre Simonel, né le 13 avril 1760 à Orbigny-au-Mont et mort le 6 juin 1810 à Paris, est un ingénieur géographe français.

## Biographie
Il est le neveu de Dominique Testevuide et le cousin de Pierre Jacotin.
Il fait partie de l'expédition d'Égypte, et est particulièrement chargé des levées du cours du Nil, du Caire à Damiette.
De retour en France, il devient chef de bataillon dans le corps impérial des ingénieurs géographes.